# Taiwanobryum robustum
Taiwanobryum robustum là một loài rêu trong họ Prionodontaceae. Loài này được Veloira mô tả khoa học đầu tiên năm 1959.
Danh pháp khoa học của loài này chưa được làm sáng tỏ. 